# Chassigny (Haute-Marne)
Chassigny település Franciaországban, Haute-Marne megyében. Lakosainak száma 246 fő (2022. január 1.). Chassigny Heuilley-le-Grand, Maâtz, Saint-Broingt-le-Bois, Villegusien-le-Lac és Dommarien községekkel határos.

## Népesség
A település népességének változása:
| Lakosok száma | 227  | 241  | 249  | 253  | 256  | 261  | 256  | 251  | 246  |
|               | 2013 | 2015 | 2016 | 2017 | 2018 | 2019 | 2020 | 2021 | 2022 |